# Меховая компания Скалистых гор
Предприятие Меховая компания Скалистых гор (англ. Rocky Mountain Fur Company) было основано в Сент-Луисе, штат Миссури, в 1822 году Уильямом Генри Эшли и Эндрю Генри. Среди первых сотрудников, известных как «сотня Эшли», были Джедедайя Смит, который взял на себя ведущую роль в деятельности компании, и Джим Бриджер — он выкупил доли Смита и его партнеров в 1830 году. Именно Бриджер и его партнеры создали предприятие под названием «Меховая компания Скалистых гор». Они стали первооткрывателями в исследовании западных территорий, прежде всего в долине Грин-Ривер. Деятельности других развивающихся организаций, таких как Американская меховая компания, часто пересекались, вызывая ожесточенное соперничество. Растущая конкуренция толкала охотников на исследование и углубление в дикую природу — это привело к росту изучения топографии и значительному сокращению популяций бобров. В итоге, интенсивная конкуренция за все меньшее и меньшее количество бобров, кратковременный спрос и мимолетный интерес к меховым шапкам, привели Меховую компанию Скалистых гор к упадку. Почти через десять лет после её основания акционеры продали все свои акции, оставив после себя наследие в виде создания новых западных поселений и развития народного творчества. Правительство США, ища географические знания и советы по путешествиям на Запад, будет искать бывших членов компании в качестве консультантов. Сам Эшли позже стал конгрессменом и экспертом по западным делам.

## Основание
В начале 1820-х годов генерал Уильям Генри Эшли из штата Миссури хотел участвовать в политике штата, но для этого ему нужно было собрать средства. Терпев в прошлом финансовые неудачи, он обратил свое внимание на торговлю мехами на западе.
К нему присоединился давний друг майор Эндрю Генри. Они опубликовали объявление в газете Республиканской Миссури (266 Читтенден) в 1822 году, агитируя местных жителей района Сент-Луиса . Оно гласило: «требуются сто предприимчивых молодых людей . . . чтобы подняться по реке Миссури к её истоку, там нужно работать в течение одного, двух или трех лет». Тип мужчин, которых искали Эшли и Генри, мог бы послужить прототипом «горного человека». Критерии для должности были достаточно просты — мужественный, хорошо снаряженный и способный работать до трех лет.
Объявление привлекло большое внимание — около 150 человек записались на собеседование. Среди тех, кого наняли был Джедедайя Смит и Джим Бриджер. Позже к компании присоединились четыре старших брата Саблетта, включая Уильяма и Милтона, Джеймс Бекуорт, Хью Гласс, Томас Фицпатрик, Дэвид Эдвард Джексон, Джозеф Мик, Роберт Ньюэлл, Джордж У. Эбберт. Смит, Джексон и Уильям Саблетт купили компанию в 1826 году и продали Бриджеру, Милтону Саблетту, Фицпатрику и двум другим в 1830 году, когда предприятию было дано название, под которым оно чаще всего упоминается.
Эшли разработал уникальный метод взаиморасчетов: звероловы и охотники оставляли себе половину доходов, другую половину отдавали менеджменту. В свою очередь, за это Эшли и Генри предоставляли необходимое сырьё и материалы, необходимые для ловушек и капканов.

## Деятельность
В первые дни сотня Эшли обрабатывала земли вокруг верховьев реки Миссури. Поскольку компания рассматривала возможность строительства постов вдоль реки, Эшли вскоре обнаружил, что меховая компания Миссури уже сделала это. В конце концов Эшли и его компания двинулись дальше на запад к горному хребту, в честь которого она и была названа.
Создавая новые пути и открывая для себя новые земли, неизвестные белым, меховая компания Скалистых гор в конечном итоге стала пионером нового стиля в торговле мехом. Известная как система бригады-рандеву, система майора Генри была сформирована частично как реакция на закон июля 1822 года, запрещающий продажу алкоголя индейцам. До этого момента торговля мехом полагалась на индейцев: они занимались фактическим отловом и охотой, производили меха, затем их доставляли на торговые посты, где индейцам все чаще давали спиртное как в качестве реального средства обмена, так и для того, чтобы сделать их податливыми и легко поддающимися на обман. Модель была настолько прочно установлена, что было трудно вести бизнес без существенного запаса алкоголя. План Генри сделал индейских охотников и торговые посты ненужными — он обучил молодых людей европеоидной расы охотиться и назначал им встречу на временных торговых пунктах, которые могли быть расположены где было удобно.
Эшли и его люди добились смешанного успеха. К середине десятилетия у компании было твердое понимание Скалистых гор. Расположившись в долине Грин-Ривер, охотники нашли множество мест для сбора ценных шкур. Некоторые из этих мест включают: залив Хорс, залив Ла-барж, залив Фонтенель, и Блэк Форк. Двумя популярными торговыми направлениями были долина Яма Пьера в Айдахо и Форт Бонневиль в Вайоминге. Однако в некоторых случаях компания несла большие убытки. Теряя припасы и даже людей, некоторые экспедиции заканчивались катастрофой. В двух отдельных случаях охотники были убиты племенами индейцев Черноноге и Арикара. Еще один удар был нанесен, когда майор Эндрю Генри, считавшийся самым опытным охотником, покинул компанию в 1824 году. Два года спустя Эшли последовала его примеру, чтобы начать политическую карьеру. В 1826 году он продал свою компанию группе своих сотрудников. Тем не менее, после этого компания просуществовала еще восемь лет. Ни одна из этих неудач не положила конец сотне Эшли, но вскоре компания столкнулась с тем же набором проблем, которые стояли перед всей отраслью.

## Упадок и гибель
Как и все меховые компании в то время, сотня Эшли вышла из бизнеса под напором углубляющихся финансовых проблем. Конкуренция, породившая ожесточенное соперничество, помогла вытеснить с рынка меховую компанию Скалистых гор. Сокращение популяции бобров и изменение моды нанесли остальной ущерб.
Охотники Скалистых гор вторглись на территорию конкурентов, что привело к ожесточенным войнам за территорию. Компания была конкурентом Компании Гудзонова залива и Американской меховой компании Джона Джейкоба Астора. Они часто устраивали свои встречи у поста Компании Гудзонова залива, чтобы отвлечь часть их индейских охотников, и их охотники отправлялись в долины рек Снейк, Ампква и Рог, которые считались владениями Компании Гудзонова залива. К 1832 году конкуренция достигла своего апогея. Так же как и растущее негодование коренных американцев, которое привело к нескольким стычкам. Более того, безудержная конкуренция сократила имеющийся запас меха. Исчезла некогда здоровая популяция бобров, выдр, медведей и ондатр, компаниям становилось все труднее и труднее ловить их. Это только привело к усилению борьбы за зоны, изобилующие дичью. Более крупные Американская меховая компания и Компания Гудзонова залива также имели преимущество перед компанией Скалистых гор. Имея доступ к более широкой земельной базе, эти две компании преуменьшили своего конкурента. Еще более катастрофическим было угасание популярности меховой шапки. Меховые шапки в одно время являлись основным продуктом европейской и американской моды, но вышли из моды в 1830-х годах, их заменили недавно ставшие популярными шелковые головные уборы. К 1834 году компания попала в беду. Столкнувшись с неплатежеспособностью, партнеры решили продать свои активы. Некогда злейший конкурент, Американская меховая компания, быстро поглотила творение Эшли.

## Наследие
Мало кто знал Скалистые горы лучше, чем сотня Эшли. Среди евроамериканцев они обладали самыми большими знаниями об обширной и коварной местности и делились этими знаниями как с правительством, так и с частными лицами. Уильям Эшли в конечном счете удовлетворил свое желание политической власти, представляя Миссури в Конгрессе с 1831—1836. Он позиционировал себя как эксперт в западных делах, благодаря своему времени, проведенному с компанией Скалистых гор. Другие люди компании, такие как Джедедайя Смит и Джим Бриджер, продолжали наблюдение за Скалистыми горами и действовали как гиды и картографы для последующих поселенцев. Эта небольшая компания повлияла не только на карты, но и на наследие эпохи ловли меха. Компания разработала легендарную систему «бригада-рандеву» и помогла популяризировать охотника как знаковую фигуру Запада Скалистых гор.